# Nikołaj Babajew
Nikołaj Archipowicz Babajew, ros. Никола́й Архи́пович Баба́ев (ur. 28 lutego 1924 w Ust'Sumach w pobliżu Kargatu, zm. 13 sierpnia 1984 w Nowosybirsku) – starszy sierżant Armii Czerwonej, Bohater Związku Radzieckiego (1945).

## Życiorys
Pochodził z rodziny chłopskiej, skończył kilka klas szkoły średniej, po czym pracował w gospodarstwie. Później pracował w fabryce w Nowosybirsku. Od stycznia 1942 w Armii Czerwonej, przez pół roku uczył się w szkole wojsk zapasowych, od sierpnia 1942 na froncie. Do lutego 1945 był dowódcą transportera opancerzonego roty 53 Gwardyjskiej Brygady Czołgów 6 Korpusu Czołgów 3 Armii Pancernej ZSRR 1 Frontu Ukraińskiego. Wyróżnił się podczas walk na Górnym i Dolnym Śląsku w lutym i marcu 1945, gdzie najpierw dowodzony przez niego transporter opancerzony rozbił niemiecki garnizon, zabijając ponad 20 żołnierzy i oficerów i zniszczył wiele pojazdów i wagonów kolejowych z konwoju Wehrmachtu, później w innej potyczce Babajew zabił ok. 30 żołnierzy wroga, a w mieście Nowogrodziec wraz ze swoimi podkomendnymi schwytał dwóch niemieckich oficerów łącznikowych i zdobył siedzibę SS, zdobywając wiele dokumentów i biorąc do niewoli kilku oficerów. 7 marca 1945 Babajew osobiście zniszczył dwa niemieckie czołgi i zabił kilkudziesięciu Niemców. 27 czerwca 1945 Prezydium Rady Najwyższej ZSRR nadało mu tytuł Bohatera ZSRR. W 1946 został zdemobilizowany, wrócił do Nowosybirska, gdzie pracował w zakładzie mechanicznym. W 1947 wstąpił do WKP(b), ukończył szkołę partyjną.

## Odznaczenia
- Złota Gwiazda Bohatera Związku Radzieckiego (1945)
- Order Lenina (1945)
- Order Wojny Ojczyźnianej II klasy
- Order Czerwonej Gwiazdy
- Order Sławy